# Elisma Florvil
Pour les articles homonymes, voir Florvil.
 (juillet 2023).
Elisma Florvil, né le 3 mars 1967 à Ouanaminthe, est un magistrat et homme politique haïtien.

## Biographie
Elisma Florvil est né le 3 mars 1967 à Ouanaminthe en Haiti. C'est un magistrat de carrière, avocat au barreau de Fort-Liberté, professeur et directeur d'école qui a passé plus de vingt ans comme juge titulaire au tribunal de paix d'Ouanaminthe. Il a été élu député à la 50e législature du Parlement Haïtien pour la commune d'Ouanaminthe. Il a fait partie de la commission de justice à la chambre basse. Pendant son temps au parlement, il a proposé la construction d'un marché bilatéral à Ouanaminthe pour le commerce entre Haïti et la République Dominicaine. Malgré l'absence d'un gouvernement stable, il a réussi à débloquer les projets de construction de la gare routière de la ville et de quelques tronçons de route qui ne sont toujours pas achevés après la fin de son mandat.

## Député de la cinquantième Législature
Se présentant aux éléctions législatives, Elisma Florvil a été élu député de la circonscription de Ouanaminthe.

## Juge de Paix Titulaire
Elisma Florvil a été nommé juge de paix par l'État haïtien,,. Il a passé plus de vingt ans comme juge titulaire au tribunal de paix de Ouanaminthe. Pendant plus de deux décennies, il a contribué à réduire le taux de criminalité dans la ville et les communautés avoisinantes. Après vingt ans à ce poste, il démissionne pour se porter candidat à la députation sur la demande de certaines personnes dans la ville.

## Professeur de lycée
Professeur de Sciences sociales au lycée Capois La Mort d'Ouanaminthe et d'autres écoles dans la ville, Elisma Florvil a beaucoup contribué à l'éducation de la population ouanaminthaise.

## Directeur Fondateur College Henri Christophe
Après quelques années passées à enseigner, Elisma Florvil fonde sa propre école, le collège Henri Christophe. Le collège Henri Christophe a été l'une des toutes premières écoles secondaires privées de la ville quelques années après son ouverture. Peu de temps après, Elisma laisse sa place de directeur à quelqu'un d'autre.

## Avocat au barreau de Fort-Liberté

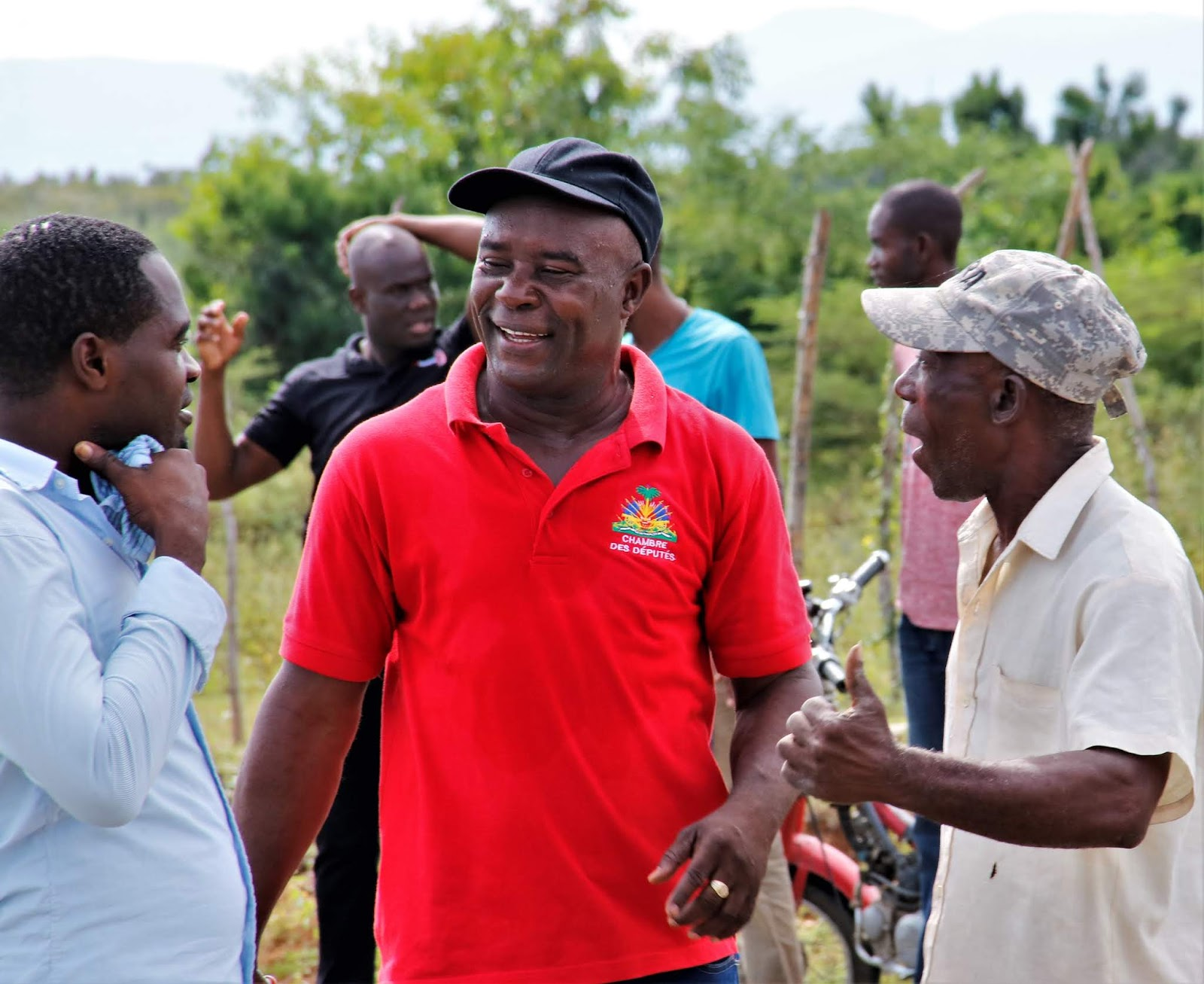
Elisma Florvil en conversation avec la population.

Elisma Florvil est un avocat au barreau de Fort-Liberté. Il a fondé le Cabinet Thémis dont il est titulaire avec quelques associés.